# Ángel Guinda
Ángel Guinda (Zaragoza, 26 de agosto de 1948 - Madrid, 29 de enero de 2022) fue un escritor español, conocido fundamentalmente como poeta, aunque su obra abarca géneros muy variados, desde la poesía hasta el ensayo y la traducción. 

## Biografía
Residía en Madrid desde 1987. Fundó la Colección Puyal de libros de poesía en 1977 y la revista Malvís en 1988. Publicó más de una veintena de libros y es coautor de la letra del Himno de Aragón junto a los también poetas aragoneses Ildefonso Manuel Gil, Rosendo Tello y Manuel Vilas.
Antes de fallecer, tuvo tiempo de corregir las pruebas de su antología de poemas de amor El arrojo de vivir (Olifante. La Casa del Poeta).

## Reconocimientos
En 2010 fue galardonado con el Premio de las Letras Aragonesas.
En 2023, la editorial Olifante, Ediciones de poesía, convocó en su honor el I Premio Internacional de Poesía Joven Ángel Guinda.